# Joseph Félon
Joseph Félon, né à Bordeaux (Gironde) le 22 août 1818 et mort à Antibes Juan-les-Pins (Alpes-Maritimes) le 6 mars 1897, est un peintre, peintre-verrier, lithographe, sculpteur et céramiste français.

## Biographie

### Etudes:
Joseph Félon est l'élève à Bordeaux du peintre Pierre Lacour fils (1778-1859) et travaille en même temps chez le graveur bordelais Gaspard de Galard. On ne lui connaît pas de professeur pour la sculpture à Bordeaux, mais il a travaillé comme ciseleur chez plusieurs bronziers.
En 1839, il est admis à l'École des beaux-arts de Paris dans la section de peinture et de sculpture.

### A Paris:
Il envoie des peintures, des sculptures et des lithographies aux Salon de 1840 à 1896. 
Il épouse à Bordeaux, en 1844, Rose Blanche Thomas Hardouin, dont il a eu trois enfants.
Il s'établit à Paris où il a eu plusieurs adresses.
En 1856, il met en vente 19 sculptures, 22 tableaux et plusieurs lithographies.
En 1857, Joseph Félon est cartonnier pour des vitraux de l'église Sainte-Perpétue et Sainte-Félicité de Nîmes. Il est aussi employé comme sculpteur et décorateur sur ce chantier. Il a dessiné 22 cartons pour les vitraux réalisés par le peintre-verrier avignonais Frédéric Martin. Dans le livre qu'il publie en 1861 sur l'église Sainte-Perpétue, il affirme que c'est en surveillant l'exécution des vitraux à partir de ses cartons qu'il a appris la peinture sur verre. Il va alors être chargé, en 1864, de la restauration de la verrière du Saint-Nom de Jésus (baie 101) de l'église Saint-Étienne-du-Mont à Paris, puis il exécute l'année suivante deux vitraux pour l'église Saint-Séverin à Paris. En 1866, il réalise un vitrail pour l'église Saint-Étienne-du-Mont (baie 103). En 1868, il restaure le vitrail de la Sagesse de Salomon dans l'église Saint-Gervais-Saint-Protais et la verrière de La Vie de la Vierge (baie 100) dans l'église Saint-Étienne-du-Mont. Il termine les travaux de restauration de vitraux à Paris en 1874 avec la rose de l'église Saint-Étienne-du-Mont. En 1876, il termine une série de vitraux commandés pour l'église de Neauphle-le-Château. En 1879, il est membre honoraire de la corporation des peintres-verriers.
Joseph Félon a réalisé des sculptures pour les façades du pavillon Richelieu du palais du Louvre (La Justice et la Fraternité, La Prudence et la Force, La Vérité et l'Histoire), ainsi qu'à la Sorbonne, pour les églises Sainte-Élisabeth et Saint-Étienne-du-Mont. On peut également voir une de ses statues, Nymphe chevauchant un dauphin (il s'agit d'un « dauphin » héraldique, représenté comme un poisson) au jardin des Plantes de Paris et deux bustes pour l'Institut de France. À Chambéry, au château des ducs de Savoie, une statue de La Science orne le grand escalier du conseil départemental de la Savoie. Le tableau Nymphe chasseresse, est conservé au musée des Beaux-Arts de Bordeaux.

### 1884-1897: dans le Midi de la France:
Il s'installe dans le Midi de la France à partir de 1884. Entre 1885 et 1887, il est conservateur au musée de peintures de Cannes. 
Entre 1891 et 1893, il est professeur d'ornement et de composition décorative à l'École des arts décoratifs de Nice.
Joseph Félon meurt à Antibes Juan-les-Pins le 6 mars 1897.

## Salon des artistes français et expositions
- Salon de 1841 : Portrait de Mme … Statuette.
- Salon de 1849 : Blanche Félon et sa fille.
- Salon de 1850 : Vénus sortant des eaux, peinture[4] ; Galathée ; Une baigneuse ; Portrait de Mme J. F... ; Portrait de M. P. L…
- Salon de 1851 : Vénus sortant des eaux, peinture[4]
- Salon de 1852 : Le prince président de la République ; Amphitrite.

- Exposition universelle de 1855 : Portrait de la princesse Marie de Sardaigne.
- Salon de 1857 : L’Aube et le Crépuscule.

- Salon de 1859 : Vanité.

- Salon de 1861 : La Navigation.
- Exposition universelle de Londres de 1863 : Vénus sortant des eaux, peinture[4]

- Salon de 1863 : Suzanne au bain, peinture[4] ; Les Trois Grâces, peinture[4] ; La Navigation, sculpture (médaillée)[4] ; La Nymphe tourmentant un dauphin, sculpture (médaillée)[4]
- Salon de 1864 : La Nymphe tourmentant un dauphin, sculpture[4].

- Salon de 1865 : L’Heure du repos ; La Navigation.

- Salon de 1866 : Vanité, sculpture[4]

- Salon de 1867 : Andromède.
- Exposition universelle de Paris de 1867 :  La Nymphe tourmentant un dauphin, sculpture[4].

- Salon de 1868 : Jeune Femme tenant un enfant, peinture[4] ; Arlésienne ; Saint François d’Assise.

- Salon de 1869 : Eve allaitant Caïn.

- Salon de 1873 : Mortimer-Ternaux ; Mme Grange-Réattu, fondatrice du musée de peintures d’Arles.

- Salon de 1874 : Jean Gerson ; Nymphe portée par un Dauphin.

- Salon de 1875 : Nélaton ; Baigneuse craintive.

- Salon de 1877 : Doux songe.

- Salon de 1878 : L’Imprimerie ; Arlésienne.

- Salon de 1879 : Les Orphelines.

- Salon de 1880 : Le Baiser du matin.

- Salon de 1881 : L’Heure du repos.

- Salon de 1887 : Le baron Gros.

- Salon de 1894 : Hésione.

- Salon de 1896 : Gloire au mérite.

## Oeuvres non datées
- Peintures : 
  - Le Baiser du Zéphir, peinture[4]
  - La Balançeuse, peinture[4]
  - Mort de monseigneur Affre, esquisse[4]
  - Troupe de Bohémiens, esquisse[4]
  - Source de la Divonne (Ain), étude de paysage[4]
  - Plage de Nice, étude d'après nature[4]
  - Etude de paysage[4]
- Sculptures :
  - Titania, la reine des fées

## Publications
- Du progrès de l'art industriel, 1861[5]
- Catalogue de tableaux, dessins et aquarelles, sculptures, terres cuites et plâtres, le tout exécuté par M Joseph Félon, quelques objets d'art ancien, porcelaines et faïences, vitraux, objets divers, dont la vente aux enchères publiques aura lieu hôtel Drouot, salle n°4, le jeudi 16 décembre 1869[6].

## Œuvres dans les collections publiques
- Angers : 
  - musée des Beaux-Arts : Faune vendangeur, esquisse en plâtre (1897)[7].
- Arles :
  - musée Réattu.
  - museon Arlaten.
- Avignon :
  - musée Calvet.
- Bordeaux, 
  - musée des Beaux-Arts :
    - Histoire de l'orfèvrerie, plume avec rehauts de gouache blanche, sur papier calque monté sur papier (1878)[8] ;
    - Nymphe chasseresse, huile sur toile (1840)[9]

  - université : Jacques Cujas (1879)
- Montpellier, musée Fabre.
- Nancy, cathédrale : Saint Sigisbert
- Nîmes :
  - église Sainte-Perpétue : bas-relief
  - musée des Beaux-Arts : Andromède (1854)
  - préfecture : L’Agriculture et l’Industrie
- Paris :
  - académie des sciences : buste de Charles Pierre Mathieu Combes (1872).
  - école des mines de Paris : buste de Charles Pierre Mathieu Combes, marbre, copie du buste de l'Académie des sciences (1873)[10].
  - église Sainte Elisabeth : Saint François d'Assise (1863)
  - église Saint Etienne du Mont : l'Ange Gabriel (1862), Vierge agenouillée (1862).
  - hôtel de ville : Renommées. Bas-reliefs. (Œuvres terminées par Henri Gréber).
  - jardin du Luxembourg, orangerie : Antoine Gros, buste en pierre.
  - jardin des Plantes : Nymphe chevauchant un dauphin, groupe en pierre.
  - musée Carnavalet (salon de 1864)[11].
  - musée du Louvre : 
    - Blanche Félon et sa fille, groupe en bronze (1849)[12].
    - La Prudence et la Force, pavillon Richelieu(1857).
    - La Justice et la Fraternité, pavillon Richelieu (1857).
    - Bacchus, pavillon de la Trémoille (1868).

  - Sorbonne, chapelle : Jean Gerson (1874).
  - Versailles, château : Général de division Duvivier (1869).

Œuvres de Joseph Félon
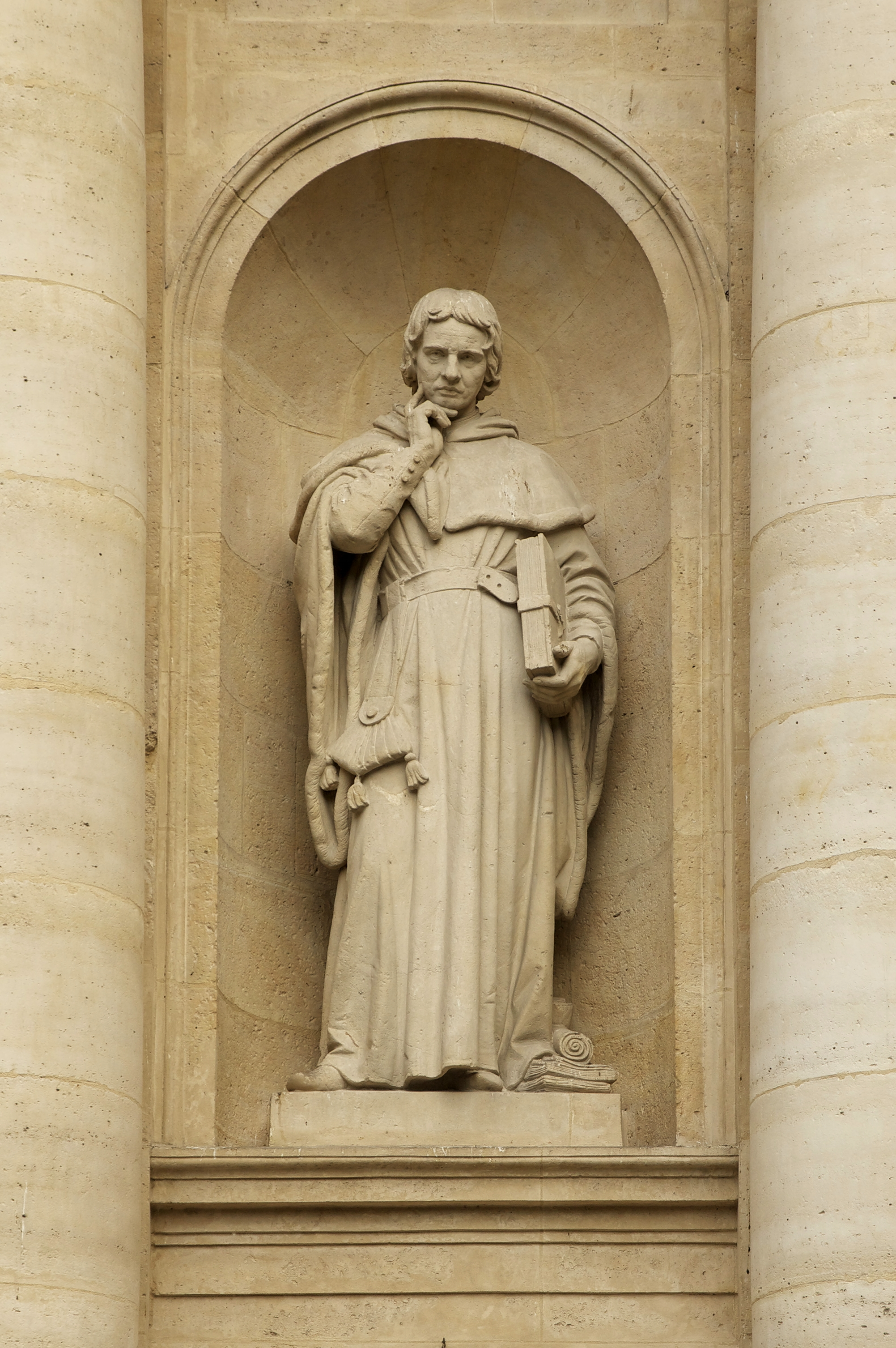
Jean Gerson (1874) Paris, façade de la chapelle de la Sorbonne.
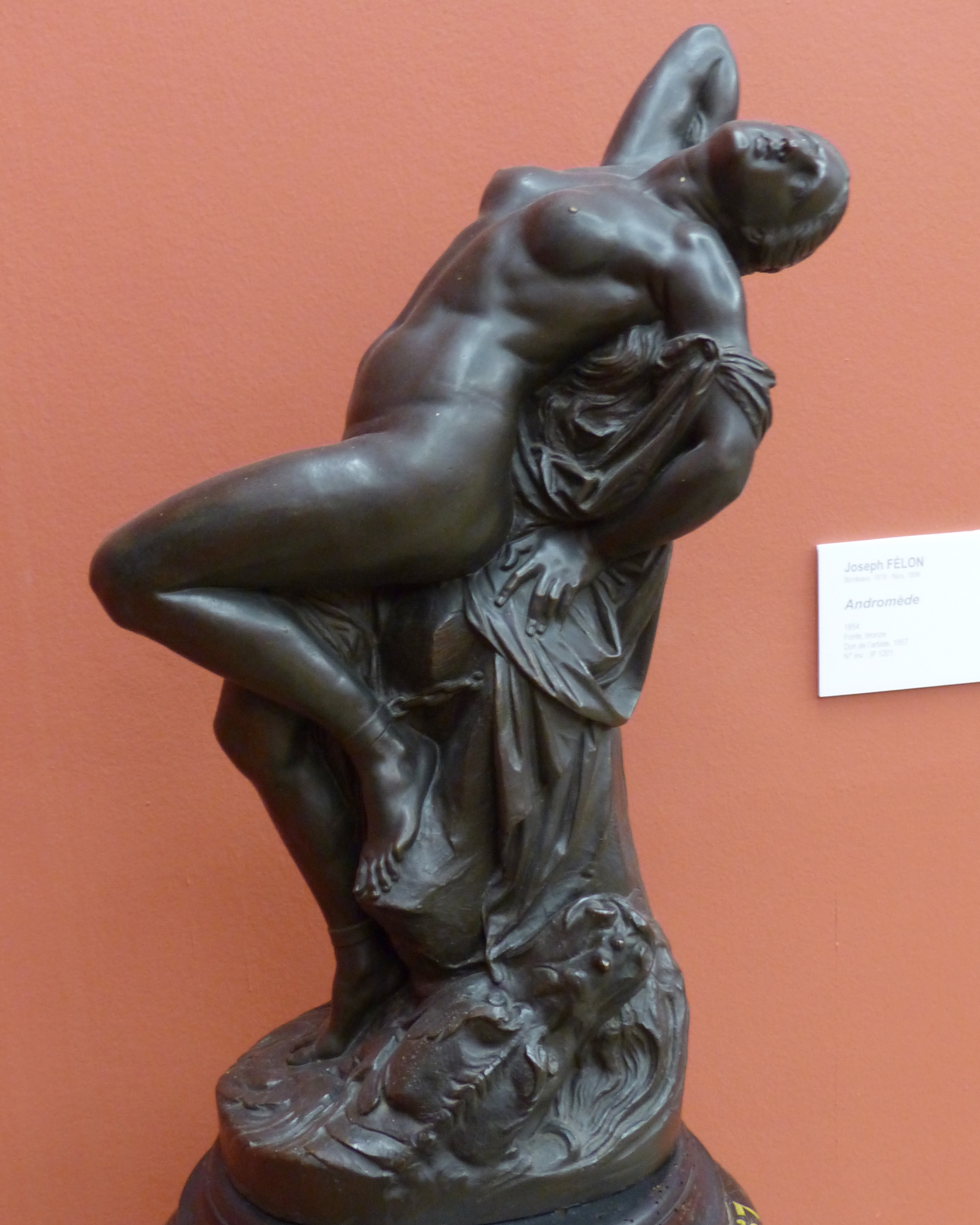
Andromède (1854), Nîmes, musée des Beaux-Arts.
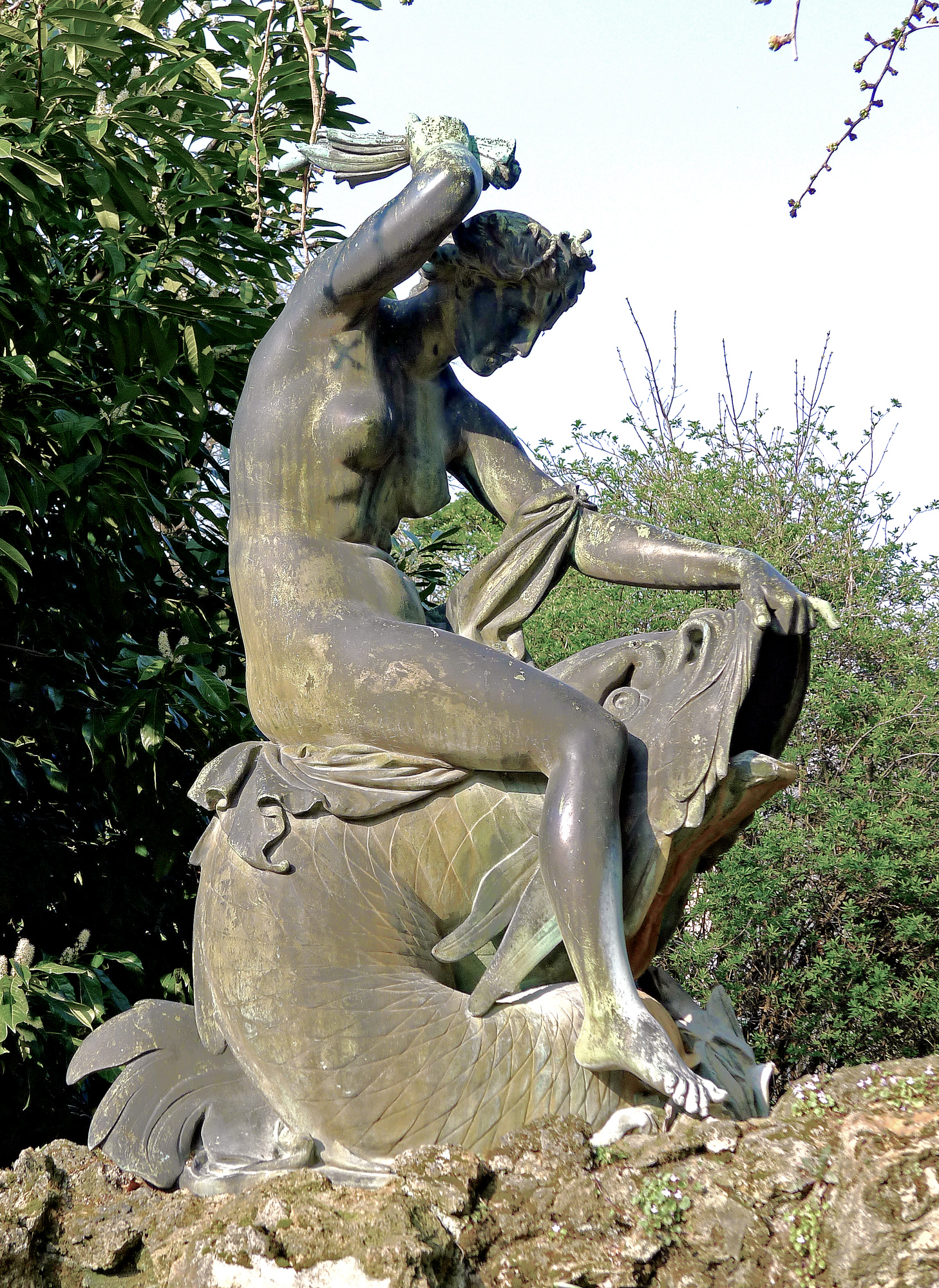
Nymphe chevauchant un dauphin (Salon de 1864), Paris, jardin des Plantes.
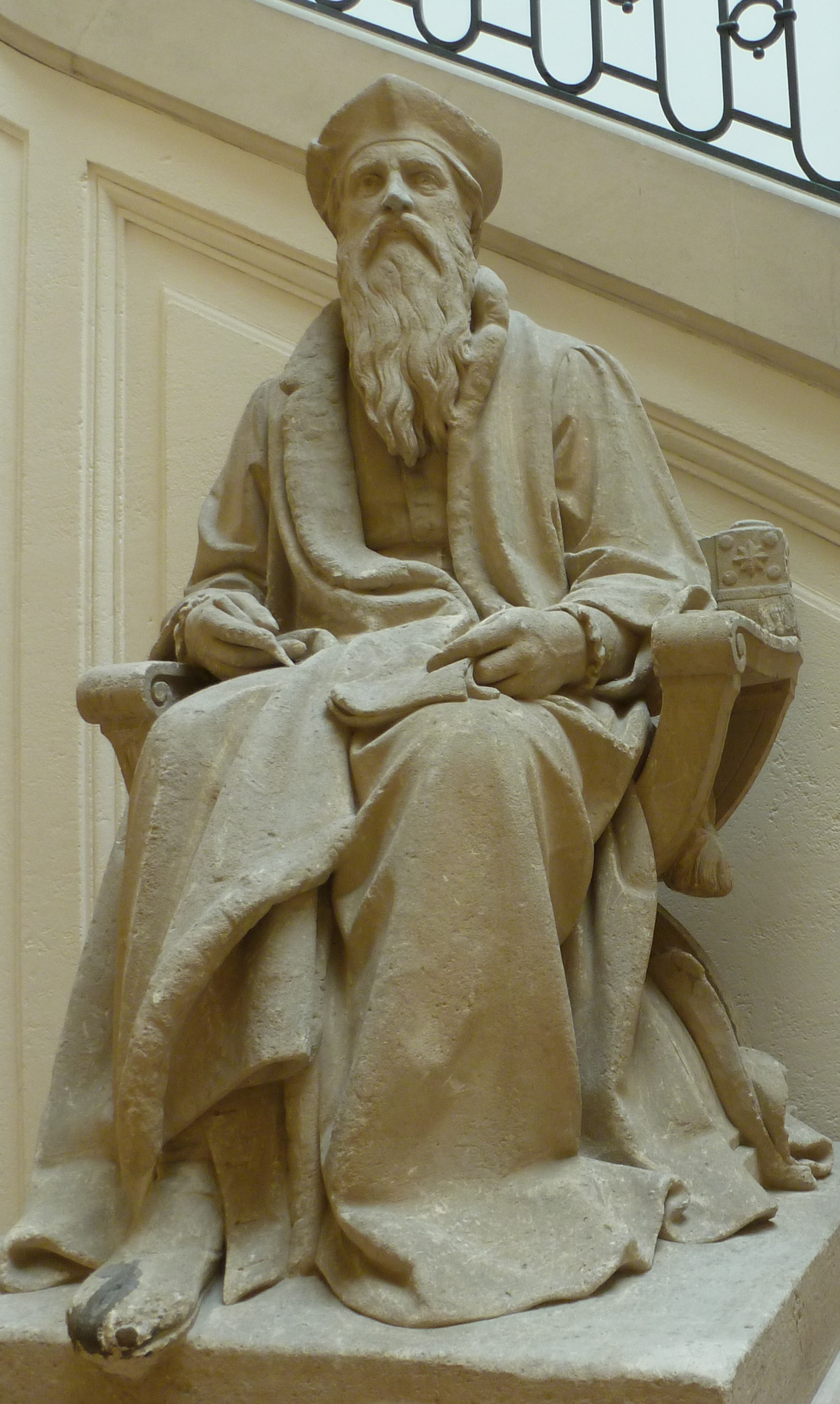
Jacques Cujas (1879), université de Bordeaux.